# Andréi Petrov
Andréi Pavlóvich Petrov (en ruso: Андре́й Па́влович Петро́в, Leningrado, 2 de septiembre de 1930-San Petersburgo, 15 de febrero de 2006) compositor ruso conocido, entre otras, por sus bandas sonoras de películas como El pájaro azul. También compuso el  ballet “La creación del mundo” (1968), un concierto para violín (1983) y un concierto para piano (1990).

## Biografía
Su madre era artista y su padre médico militar. No tenía mucho interés musical hasta que con catorce años vio El gran vals, y se matriculó en el Conservatorio de Leningrado.
Desde 1955 fue miembro de la Unión de compositores soviéticos, y desde 1965 hasta su muerte, jefe de la Unión de Compositores se San Petersburgo. Durante la Perestroika, fue elegido para el Congreso de los Diputados del Pueblo de la Unión Soviética.
Su esposa, Natalia Yefimovna, era una conocida musicóloga, y su única hija, Olga, coescribió con él sus últimas obras.
Falleció por infarto cerebral, y está enterrado en el Cementerio Vólkovo.
El 22 de mayo de 1998 lo nombraron ciudadano honorario de San Petersburgo y un planeta llega también su nombre.

## Premios
- Orden al Mérito por la Patria: 3ª Clase (2005), 4ª Clase (2000)
- Orden de Lenin (1985)
- Premio Estatal de la Federación de Rusia (1995)
- Premio del Presidente de la Federación Rusa (1999)
- Premio Estatal de la Unión Soviética (1967 y 1976)
- Artista del pueblo de la URSS (artes escénicas) (1980)